# Catocala pasythea
Catocala pasythea là một loài bướm đêm trong họ Erebidae.